# Rams d'Istanbul
Stade
Maillots
Les Rams d'Istanbul (Istanbul Rams en anglais), sont une franchise turc de football américain créée en 2004 et basée à Istanbul.
Dénommés Koç Rams jusqu'en fin de saison 2020, ils changent d'appellation en 2022, afin de rejoindre l'European League of Football pour la deuxième saison de cette ligue.
Néanmoins, les Rams décident de se retirer de cette compétition après la saison 2022.

## Saison par saison
| Saison    | Saison régulière | Saison régulière | Saison régulière | Saison régulière | Saison régulière | Saison régulière | Saison régulière | Saison régulière | Phase finale                                                                                                |
| --------- | ---------------- | ---------------- | ---------------- | ---------------- | ---------------- | ---------------- | ---------------- | ---------------- | --- |
| Saison    | Nb               | V                | D                | N                | %                | +                | -                | Classement       | Phase finale                                                                                                |
| 2013/2014 | 7                | 7                | 0                | 0                | 100              | 209              | 102              | 1er              | Défaite 23-30 au Turkey Bowl contre Bogazici Sultans                                                        |
| 2014/2015 | 7                | 7                | 0                | 0                | 100              | 188              | 038              | 1er              | Défaite 7-10 au Turkey Bowl contre Bogazici Sultans                                                         |
| 2016      | 6                | 6                | 0                | 0                | 100              | 180              | 042              | 1er              | Victoire 34-0 en ½ finale contre Sakarya Tatankalari Victoire 21-14 au Turkey Bowl contre Bogazici Sultans  |
| 2017      | 7                | 7                | 0                | 0                | 100              | 289              | 083              | 1er              | Victoire 17-16 en ½ finale contre Yeditepe Eagles Victoire 56-14 au Turkey Bowl contre Sakarya Tatankalari  |
| 2018      | 7                | 7                | 0                | 0                | 100              | 244              | 057              | 1er              | Victoire 39-14 en ½ finale contre Sakarya Tatankalari Victoire 52-21 au Turkey Bowl contré Bogazici Sultans |
| 2019      | 7                | 7                | 0                | 0                | 100              | 275              | 067              | 1er              | Victoire 35-27 en ½ finale contre ITÜ Hornets Victoire 29-19 au Turkey Bowl contre METU Falcons             |
| 2020      | 1                | 1                | 0                | 0                | 100              | 043              | 0                | -                | Saison annulée à la suite de la pandémie de Covid-19                                                        |
| 2022      | 7                | 5                | 2                | 0                | 71,4             | 120              | 056              | 2e               | Victoire 18-13 en ½ finale contre ITÜ Hornets Défaite 14-17 au Turkey Bowl contre Bogazici Sultans          |
| 2023      | ?                | ?                | ?                | ?                | ?                | ?                | ?                | 1er              | Champion |

| Saison | Saison régulière | Saison régulière | Saison régulière | Saison régulière | Saison régulière | Saison régulière | Saison régulière | Saison régulière  | Phase finale |
| ------ | ---------------- | ---------------- | ---------------- | ---------------- | ---------------- | ---------------- | ---------------- | ----------------- | ------------ |
| Saison | Nb               | V                | D                | N                | %                | +                | -                | Classement        | Phase finale |
| 2022   | 12               | 1                | 11               | 0                | 11,1             | 210              | 499              | 4e conférence Sud | Non qualifié |

## Palmarès
- Championnat de Turquie : 
  - Champion 2016, 2017, 2018, 2019, 2023
  - Vice-champion : 2014, 2015
- Central European Football League (CEFL) :
  - Vice-champion : 2018